# Georg Rasch
Georg William Rasch (* 21. September 1901; † 19. Oktober 1980) war ein dänischer Statistiker. Rasch war von 1962 bis 1972 Professor für Statistik an der Universität Kopenhagen.
Er schlug 1960 das Rasch-Modell vor, das weite Verbreitung in der probabilistischen Testtheorie gefunden hat und zum Beispiel den PISA-Studien zugrunde liegt.

## Veröffentlichungen
- Probabilistic models for some intelligence and attainment tests Danish Institute for Educational Research, Kopenhagen 1960; erweiterte Auflage, mit Vorwort und Nachwort von B. D. Wright. The University of Chicago Press, Chicago 1980.